# جون ويسلي ديفيز
وهو سياسي ودبلوماسي أمريكي ينتمي إلى الحزب الديمقراطي ولد جون ويسلي ديفيز في 16 نيسان - أبريل من سنة 1799 في ولاية بنسلفانيا الأمريكية ديفيز درس الطب في كلية الطب في با التيمور في سنة 1823 انتقل ديفيز إلى ولاية انديانا الأمريكية خدم ديفيز في مجلس النواب الأمريكي عدة مرات 1835-1837، 1839-1841 و 1843-1847 حيث شغل ديفيز رئيسا لمجلس النواب الأمريكي ما بين عامي 1845 إلى عام 1847. ديفيز كان المفوض الأمريكي في الصين من عام 1848 إلى عام 1850 وشغل كذلك منصب حاكم أقليم أوريغون من عام 1853 إلى عام 1854 توفي جون ويسلي ديفيز في 22 أب - أغسطس من سنة 1859 في ولاية أنديانا.